# Ternyák Zoltán
Ternyák Zoltán (Szeghalom, 1963. október 4. – Budapest, 2003. július 15.) magyar színész.

## Életpályája
1978–1982 között a szentesi Horváth Mihály Gimnázium irodalmi-drámai osztályának tanulója. Osztálytársa volt mások mellett Badár Sándor és Hevesi Tamás.
1984–1988 között a Színház- és Filmművészeti Főiskola hallgatója volt. 1988–1989-ben Moszkvában volt ösztöndíjas, ahol Oleg Tabakov mellett rendezést tanult. 1989–1992 között a budapesti Katona József Színház tagja volt. 1992-től szabadúszó volt. Súlyos alkoholproblémákkal küzdött. Agyvérzése után másfél évig volt kómában, 2003-ban hunyt el.

## Színházi rendezései
A Színházi Adattárban regisztrált bemutatóinak száma: 3.
- Strindberg: Júlia kisasszony (1993)
- Békés Pál: Pincejáték (1997)
- Ő jobb, mint én vagyok (1999)

## Színházi szerepei
A Színházi adattárban regisztrált bemutatóinak száma: 38; ugyanitt hat színházi fotón is szerepel.
- William Shakespeare: Rómeó és Júlia... Páris apródja
- Boccaccio: Dekameron
- Verebes István: Kettős ünnep... Jani
- Pelle János: Casanova... Petrone
- Békés Pál: A női partőrség szeme láttára... Saci
- Edmond Rostand: Cyrano de Bergerac
- William Shakespeare: A windsori víg nők... Pistol
- Elbert-Kazimir: Az évszázadnál hosszabb ez a nap... Kazangap; Rajmáli-aga
- Tolcsvay László: Doctor Herz... Hamlet
- Feydeau: Bolha a fülbe... Victor-Emanuel Chandebise
- William Shakespeare: Vízkereszt, vagy amit akartok... Második darabont
- Bulgakov: Kutyaszív... Zsarovkin
- Kárpáti Péter: Az ismeretlen katona... Honvéd
- Csehov: Platonov... Kirill Porfirjevics Glagoljev
- Mészöly-Zemlényi: Hoppárézimi!... Z. Z.
- Patrick: Teaház az Augusztusi Holdhoz... Gregovich őrmester
- Gore: Fame
- Dosztojevszkij–Wajda: Bűn és bűnhődés... Raszkolnyikov
- Hare: A titkos elragadtatás... Irwin Posner
- William Shakespeare: Hamlet... Hamlet
- Bereményi Géza: Légköbméter... Kiskatona
- Csehov: Cseresznyéskert... Trofimov
- Orton: Szórakozzon, Mr. Sloane... Mr. Sloane
- Genet: Férfiak... Maurice
- Waterhouse–Hall: Hazudós Billy... Billy
- Dosztojevszkij: A félkegyelmű... Színész
- García Lorca: Don Cristóbal és Donna Rosita tragikomédiája... Don Cristóbal
- Nádas Péter: Temetés... Színész
- Garaczi László: Imoga... Tatus
- Jepsen: A papagájok... Torben
- Mrożek: Emigránsok... AA
- Békés: Pincejáték... Bélus
- Madách Imre-Somogyi István: Madách
- Strauss: M. V. mint vendég
- Giacomo Puccini: Gianni Schicchi (Ódry Színpad)... Gianni Schicchi

## Filmjei
| - 69 (1987) - Őrült és angyal (1989) (forgatókönyvíró is) - Erózió (1991) – Ápoló - Citromdisznó (1992) – Király Sanyi - A turné (1993) – Lacika, táncoskomikus - Ábel a rengetegben (1993) – Márkus - 1848 (1995) - Natasa (1998) - Körömszakadtáig (1999) - Kilakoltatás (2000; rövid játékfilm) - Felhő a Gangesz felett (2001) – András | - Appassionata 1-3. (1982) - Beszélgetések, epizódok a szerelemről (1982; rövid játékfilm) - Anyegin (1989) – Lenszkij - Teljes napfogyatkozás (1989) – Egy úr - Az apostol (1991) - Devictus vincit (1994) – Zakar András - A trezortól keletre (1998) - Családi kör (2000) |

## Szinkronszerepei
| Év   | Cím          | Szereplő | Színész          | Szinkron év |
| ---- | ------------ | -------- | ---------------- | ----------- |
| 1981 | Díva         | N/A      | N/A              | 1995        |
| 1985 | A világ vége | Pete     | Eoin O’Callaghan | 1987        |

| Év   | Cím                                          | Szereplő                      | Szinkronhang  | Szinkron év |
| ---- | -------------------------------------------- | ----------------------------- | ------------- | ----------- |
| 1982 | Aladdin és a csodalámpa (1. magyar szinkron) | Aladdin második utcai barátja | N/A           | 1986        |
| 1986 | Tom Sawyer kalandjai                         | Huckleberry Finn              | Scott Higgins | 1988        |

## Díjai, elismerései
- Az országos színházi találkozó legjobb férfi alakítás díja (1998)
- Filmkritikusok díja (2003) Felhő a Gangesz felett